# 峠MAX 最速ドリフトマスター
『峠MAX 最速ドリフトマスター』（とうげマックス さいそくドリフトマスター）は、1997年1月24日に株式会社アトラスから発売されたプレイステーション用のカーレースゲーム。峠MAXシリーズの1作目。

## 概要
峠を舞台に、走り屋達に人気の高いスポーツカーを操り最速を目指す。モードとしては、11台のコンピューターと競う「1P RACE」、二人のプレイヤーで対戦する「2P RACE」（このゲームではコンピューターとの1対1レースはできない）、タイムの記録に挑戦する「TIME TRIAL」、様々なキャラクターと勝負を進めていく「STORY MODE」、自分でパイロンを配置し好きなコースを作成し走行することができる「GYMKHANA(ジムカーナ)」、ゲーム中の車のハンドリングやタイヤの硬さ、サスペンションなどの項目を変更・調整し保存することが出来る「TUNE」などが用意されている。

## 舞台
コースは全部で5つ("Hill Climb"、"Bay Area"はタイムアタック・フリーランのみで使用可)。それぞれ簡単な英語で名前がつけられているが、上の3つのコースはストーリーモードにおいて実在の峠・山の名前をモデルとした名前で登場する(括弧内に表記)。モデリングの点で完全再現とはいかなくも、本物の峠の特徴をとらえたテクスチャーが施されておりドライブ的な臨場感を出している。
- Seven Tight Corners(矛根山・五穀峠)...神奈川・箱根山
- Uptown Driveway(甲田山)...兵庫・六甲山
- Northern Country(幌舘スバルライン)...北海道・幌延(?)
- Hill Climb...アメリカ合衆国コロラド州・パイクスピーク
- Bay Area...東京・お台場

ジムカーナ
パイロンには数量制限や置き方に順序がある。一定の順序をもって配置し、その中をドリフトなど様々なテクニックを駆使しながら自由に走り回ることもできる練習用のコースとなっている。

## 登場車種
このゲームに収録されている車は実在するものをモデルにしており、車両の正式名称やメーカー名は表記されていない。
「TUNE」モードでは、デフォルトで設定されている車名を変更することができる。
また車の内部が外から見え、運転手がハンドルやシフトノブを操作したり、サイドブレーキをひく様子が分かる。運転席にはストーリーモードの主人公の男性が乗っているが、ストーリーモード以外でレース開始前のロード画面でコントローラーの各ボタンを押すと、登場したライバルに変えることが可能。
太字で表記されている車は、特定の条件を満たすことで出現する「隠しカー」である。
<CLASS A>
- TYPE-T86...スプリンタートレノ AE86 3ドア前期型
- TYPE-L86...カローラレビン AE86 2ドア後期型
- TYPE-RS...ユーノスロードスター NA8C

TYPE-RS Ver.2...△ボタンを押しながら「CLASS A」を選択すると、ソフトトップが開きオープンタイプになってガレージ内に出現する。
- TYPE-AW2...MR2 AW11
- TYPE-LAN...ランサーEX
- TYPE-310...サニー　B310

<CLASS B>
- TYPE-FC...RX-7 FC3S
- TYPE-SW2...MR2 SW20
- TYPE-180...180SX

Sil80...△ボタンを押しながら「CLASS B」を選択すると、「日産・シルエイティ」としてガレージ内に出現する。
- TYPE-SIL...シルビア S13
- TYPE-CEF...セフィーロ A31
- TYPE-GS...スカイライン GTS-t

<CLASS C>
- TYPE-32...スカイラインGT-R R32
- TYPE-33...スカイラインGT-R R33
- TYPE-SUP...スープラ JZA80
- TYPE-FD...RX-7 FD3S
- TYPE-II...マークII X90
- TYPE-NZ...フェアレディZ Z32

TYPE-NZ Ver.2...△ボタンを押しながら「CLASS C」を選択すると、Tバールーフ仕様でガレージ内に出現する。
<CLASS D>
- TYPE-SSC...ダッジ・バイパー RT/10 (レーシングカー風に外装パーツが改造されている)
- TYPE-SST...モデル車両不明。

ラリー競技用のピックアップトラックのボディが特徴。
- TYPE-OW...モデル車両不明。

パイクスピーク・インターナショナル・ヒルクライムに参戦するレーシングカーを彷彿とさせる、巨大なリアウイングが装備された一人乗りのバギー。ストーリーモードの羊追いのアルバイトで使用される。
- TYPE-PC...ポルシェ・964ターボ
- TYPE-DIB...ランボルギーニ・ディアブロ
- TYPE-Z...日産・フェアレディZ S30

フロントのバンパーなどが改造されており、駆動方式はFRでありながら、高い直進安定性を発揮し加速・最高速が優れている。
<SPECIAL>
- TYPE-BUS...GMCニュールックトランジット

映画「スピード (映画)」に登場する、爆弾を仕掛けられたバスがモデル。ストーリーモードの最終話(2周目)に登場し、映画と同様に速度をある数値以下に落とすと爆発してしまう設定がなされている。
- TYPE-MC...マクラーレン・F1
- TYPE-TR...モデル車両不明。

アメリカなどで見かけられる、大型のトレーラー。コンテナは連結されていない。
- TYPE-BIKE...ピアッジオ・ベスパ

この車両を選択すると、運転手は必ず黒いヘルメットを被り、カラフルな服を着ている。

## 登場人物
ストーリーモードには個性豊かなキャラクターが登場し、「Heat0」から「Heat14」までの15話を進めていく。主人公の行動や会話が各箇所に数パターン用意されており、その選択によって物語の内容や登場人物が少し変化する。峠MAXのシリーズ中このゲームにのみ、キャラクターそれぞれのプロフィールが存在し、そのキャラクターが登場する話をクリアすると閲覧することができる。
以下のプロフィールはゲーム中のそれを抜粋したもの（太字斜体で表記）や、それ以外の付属情報を記載した。笠原沙織と姫野瑠璃は、レースの勝敗や会話の選択によって、どちらかを主人公の彼女にすることができる。選択次第では彼女が出来ないまま物語が進む。最初のストーリーをクリアした後は2周目に進み、使用できるクラスの車が増え、一部のライバルの車が変わったりし、難易度が上昇する。4周目をクリアして最初から始めると1周目にリセットする。
全てのキャラクターの台詞には、そのキャラクターを象徴する印が割り当てられており、台詞の文字はその印と共に進行する。
主人公（名前は自由に登録可）
- 台詞の印…ステアリング
- 車種:ストーリーモード開始時に登録した車種（遠藤から車を引き継いだ場合、2周目以降は彼から引き継いだ車種）

ストーリーモードの主人公で、矛根がホームコースの走り屋。陽気な性格だが、（ストーリー開始前に名前を決めるのにもかかわらず）自分の名前を忘れたりどこか抜けた面もある。口が悪く、挑発的なセリフを吐きライバルを怒らせたりする事も。遠藤とのバトルをキッカケに走り屋として有名になっていき仲間も増え、四天王やキングを倒し最速の走り屋になっていく。終盤、旅館で凶悪犯が立てこもり事件を起こし凶悪犯の銃弾で負傷した旅館の娘を乗せ病院まで走ったり（走り出してから発覚したが、犯人の発砲した流れ弾が主人公の愛車のボディを貫きブレーキホースに穴を開けブレーキが効かない状態）、凶悪犯の親玉が復讐の為に石渡の車に爆弾を仕掛け何も知らない主人公がそれに乗り爆発に巻き込まれそうになったりと不幸な目に遭うが無事に生還する。
遠藤皇一（えんどう こういち）
- EMPEROR ＜エンペラー＞
- 27歳。身長188cm、体重85kg、血液型A、獅子座。
- 台詞の印…タバコ（印が動くと、煙も動く）
- 車種:TYPE-33(1周目)、TYPE-NZ Ver.2(2周目)、TYPE-Z(3周目)、TYPE-DIB(4周目)

純情で、がむしゃらで、曲がったことがキライ。女には弱いが、走りに対する執着心は、並みの走り屋の比ではない。5年間貯金をして、ようやくTYPE-33を買った努力家。走り屋にしては若くなく自分の限界を感じはじめ、引退を考えている。モロ体育会系のスポ魂熱血男である。柔道部出身で、本人は足の短い事を気にしている。趣味は水泳とスキー。好きな娘のタイプは、純情で真面目、おしとやかな典型的大和撫子が好み。
矛根最速の走り屋と言われているが上記のプロフィール通り、彼との2回目のバトルで引退を決意し、選択肢によって彼から車を譲り受けることが可能。
石渡源造（いしわたり げんぞう）
- OGRE ＜矛根の鬼＞
- 33歳。身長176cm、体重88kg、血液型A、牡牛座。
- 台詞の印…ポロシャツ
- 車種:TYPE-II(1周目)、TYPE-BUS(2周目)、TYPE-TR(3周目)、TYPE-MC(4周目)

元、峠の走り屋で、全盛期は矛根の鬼と呼ばれた程の実力者。体育大学あがりで、学生時代にやってたラグビーによって鍛えられた肉体は、ときおりみる者を恐れさせてしまう。情に厚く面倒見が良い。結婚4年目で二児のパパ。5年前KINGに負けてから自分に限界を感じ、ジムカーナに専念するようになる。焼き肉と、ビールと、カラオケが好きという、オッチャン街道まっしぐらな人。話の合う主人公の、良き走り屋仲間。
実は職業は本庁の捜査課に属する刑事。
笠原沙織（かさはら さおり）
- OTOME NO-7 ＜オトメ ナンバー7＞
- 21歳。身長160cm、体重50kg、血液型A、乙女座。
- 台詞の印…唇
- 車種:TYPE-RS（オープンタイプ）

女性ばかりの走り屋のチーム「OTOME」の7番目のメンバー。テクニック重視のタイプで、現在ジムカーナに夢中。根が真面目で、公道では安全運転を心がけている。映画を観て泣くのが趣味。スポーツもゲームも、観るよりやる方が好きな行動派。
姫野瑠璃（ひめの るり）
- QUEEN ＜クイーン＞
- 25歳。身長165cm、体重49kg、血液型B、水瓶座。
- 台詞の印…唇（笠原沙織とは、厚みがわずかに異なる）
- 車種:TYPE-FD(1周目)、TYPE-MC(2周目以降)

男からよりも、女性の方から好かれるオネエサマ。男顔負けのテクニックは、女性の走り屋達の憧れのマト。女性の走り屋ばかりを集めてチームを作り、そこのリーダーをやっている。現在恋人募集中。何もかもが自分と同じ価値観を持つ走り屋の男を狙っているらしいが、そんな男なかなかいるもんじゃないそうで、最近少し妥協が入ってきたということらしい。この人の前で結婚と年齢に関する話題は御法度！
チーム「OTOME」のリーダー。最初のバトルで負けると、失踪してしまったKINGに代わって彼女と勝負になる。
広井耕三郎（ひろい こうさぶろう）
- KAPPE ＜カッペ＞
- 21歳。身長165cm、体重53kg、血液型O、牡牛座。
- 台詞の印…広井の頭部
- 車種:TYPE-LAN

超ダサいセンスの持ち主。本人が自覚してない所に問題。イナカモンだが腕は確か。いつも調子のいい事を言ってヘラヘラ笑っている。足が臭い。家が酒屋で、配達の手伝いをしながら田舎道を飛ばしているだけあって、コーナーでの安定の良さはすばらしい。趣味はダンス。ラップ系が好きでいつでもリズムを取り、怪しいステップをきかせている。その為、知らない人がいきなり見ると、変な奴という印象を受けずにはいられない。
関西の南方面出身らしく、そこを拠点とする走り屋チーム「黒潮コメットスターズ」のリーダー。
神崎純（かんざき じゅん）
- JOKER ＜ジョーカー＞
- 20歳。身長170cm、体重55kg、血液型B、天秤座。
- 台詞の印…車の鍵
- 車種:TYPE-PC

一流大学に通う金持ち歯科医の息子。勉強もせず、遊びほうけている。カナダに別荘があり、幼い頃からその敷地内の私道でドリフトをして遊んでいたため、テクニックはこの若さで超一流。金にものを言わせたチューンナップも助け、四天王に選ばれた。自分の美学を大切にするタイプで、それにそぐわないものはとことん否定する、少し危ない哲学の持ち主。
プロクラスの走り屋組織「ZYX（ジークス）」の四天王の一人。霧の濃いコンディションを得意とする。車の乗り降りは必ず体を一回転する癖を持つ。
鳥飼紀三彦（とりかい きみひこ）
- ACE ＜エース＞
- 25歳。身長175cm、体重68kg、血液型O、蟹座。
- 台詞の印…サングラスと唇
- 車種:TYPE-NZ

乱暴で気性は荒いが、物事のスジはしっかり通すタイプで、ラフな走りをするわりに面倒見はよく、その走りの豪快さとあわせて、多くの走り屋から尊敬されている。それが組織の目にとまり、四天王に選ばれる事になる。本人いわく、ラフな走りは関西人の常識らしい。こんな性格のわりに、かわいいファンシーグッズを集めてたりする。
プロクラスの走り屋組織「ZYX」の四天王の一人。彼が走り屋になったきっかけは、初めて免許を取得し、妹の鳥飼舞（とりかい まい）と一緒に甲田山までドライブに行ったが、山頂のパーキングで妹が走り屋の車に轢き逃げされ、ふもとの病院までたどり着くも彼女は既に息絶えてしまう。そして彼は走り屋となって、轢き逃げした走り屋を自らの手で捕まえると同時に、走り屋たちを纏めようと秩序を建てるため、悪質マナーの根絶や事故防止に取り組んでいた。そのため自分の地位を落とさないために、ひたすらバトルに勝つことに精一杯であったが、主人公や神崎の助言に心が揺れ、自らが行っていることを主人公が後を託してくれることを望み、負けを認めた。
妹の舞はストーリーの時点で故人のため登場しないが、鳥飼が見上げた夜空に思い出の姿として映る。
朝倉ひかる（あさくら -）
- SHUFFLE ＜シャッフル＞
- 23歳。身長158cm、体重45kg、血液型AB、双子座。
- 台詞の印…ひかるのキャップ
- 車種:Sil80

結構冷めた性格。ジャックが陽気なのに対してやや陰気。プライドが高くて口が悪く、ジャックとは口論が絶えない。女だとなめられるのが許せず、あえてボーイッシュな格好をしている。家が牧場をやっていて、ジャックを雇っている。甘いものが好きで、牛露鐘風堂のレアチーズケーキが大好物。
プロクラスの走り屋組織「ZYX」の四天王の一人で紅一点。ジャックと共に幌舘を拠点としている。
ジャック=マイヨスキー
- JACK ＜ジャック＞
- 26歳。身長183cm、体重85kg、血液型A、牡牛座。
- 台詞の印…日の丸の扇子
- 車種:TYPE-SUP

大の日本びいきのイギリス人。イギリスの自動車会社に勤めていたが、日本車と日本の文化の虜になり、日本での生活を夢見て単身渡日。好きな食べ物は、寿司、スキヤキ、味噌汁、お好み焼き。幌館の朝倉牧場で働き、ひかるとは雇い雇われの関係。性格は陽気で楽天家。神経質な人から見るとイライラするタイプ。実はマザコンの気アリ。
プロクラスの走り屋組織「ZYX」の四天王の一人。車の性能に頼った走り方をするため、ドラテク重視のひかるとは口論が絶えないことも。
天王寺俊介（てんのうじ しゅんすけ）
- KING ＜キング＞
- 28歳。身長178cm、体重60kg、血液型A、蛇使い座。
- 台詞の印…眼鏡
- 車種:TYPE-FD(1周目)、TYPE-MC(2周目以降)

いかなる時も冷静沈着で、決して自分のスタイルを崩さない頑固者。人見知りが激しく、普段は無口だが、気を許した相手とはメチャクチャよくしゃべる。わりと渋好みで、日本酒にこだわりを持っている。うまい酒があると聞くと、わざわざ車でブっ飛ばしてその地方まで買いにいくというつわもの。温泉にも同じこだわりを持っている。走りに関する情報は不明。色々と謎の多い男である。
プロクラスの走り屋組織「ZYX」で四天王を越える、峠の「KING」の称号を持つ男。
旅館の娘
- 台詞は無し

主人公たちが石渡主催の旅行で滞在していた旅館の主人の娘。旅館に逃げていた凶悪犯の乱射で右肩を負傷し、主人公とヒロインは彼女を病院に送り届けることとなる。
爆弾魔
- 台詞の印…爆弾

最終話に登場した凶悪犯の兄貴分。丸眼鏡で坊主刈りが特徴。子分が逮捕されたことで警察を逆恨みし、石渡の車に爆弾と無線を仕掛けるも、主人公がたまたま代用で乗っていたため、やむを得ずに彼を見せしめにして亡き者にしようと企む。2周目ではテロリストとしてバスに爆弾を仕掛け、恐怖でその場から脱出した運転手に代わって、乗客たった一人の主人公がハンドルを握ることになる。
しかし警察に居場所を特定され、あえなく逮捕される。

## 書籍
- プレイステーション完全攻略シリーズ㊼「峠MAX 最速ドリフトマスター 必勝攻略法」...双葉社[5][6]